# Víctor Guevara Velasco
Víctor Guevara Velasco fue un político peruano. 
Fue elegido diputado por el departamento del Cusco en 1956 con 6449 votos en las Elecciones de 1956 en los que salió elegido por segunda vez Manuel Prado Ugarteche.